# Сан Хосе дел Оро, Сан Хосе де лас Кањас (Монклова)
Сан Хосе дел Оро, Сан Хосе де лас Кањас (шп. San José del Oro, San José de las Cañas) насеље је у Мексику у савезној држави Коавила у општини Монклова. Насеље се налази на надморској висини од 591 м.

## Становништво
Према подацима из 2010. године у насељу је живео 1 становник.

### Хронологија
| Година       | 2000 | 2005 | 2010 |
| ------------ | ---- | ---- | ---- |
| Становништво | 6    | 3    | 1    |

### Попис
| # | Индикатор                     | Вредност |
| - | ----------------------------- | -------- |
| 1 | Укупно домаћинстава           | 2        |
| 2 | Укупно насељених домаћинстава | 1        |
| 3 | Величина локације             | 1        |